# Hamburger Morgenpost
Hamburger Morgenpost (också känt som Mopo) är en daglig tysk dagstidning i tabloidformat publicerad i Hamburg. Tidningen grundades 1949 av Hamburgs sektion av det tyska Socialdemokratiska partiet (SPD).

## Attacken i januari 2015
Den 11 januari 2015 attackerades tidningen av en mordbrännare. Attacken kom tre dagar efter att tidningen beslutat att återpublicera karikatyrer av Muhammed, som en solidaritetshandling med det franska satirmagasinet Charlie Hebdo, vilka drabbades av en terrorattack den 7 januari samma år.

## Upplaga
Under det andra kvartalet 2009 var upplagan omkring 116 000.